# Nederlandse kampioenschappen schaatsen afstanden 2023 - 10.000 meter mannen
De 10.000 meter mannen op de Nederlandse kampioenschappen schaatsen afstanden 2023 werd gehouden op zondag 5 februari 2023 in Thialf in Heerenveen. Er reden 10 deelnemers mee.
Titelhouder was Jorrit Bergsma die de titel pakte tijdens de Nederlandse kampioenschappen schaatsen afstanden 2022. Bergsma werd verslagen door Patrick Roest, die na de 5000 en de 1500 zijn derde titel van het toernooi pakte. Roest en Bergsma plaatsten zich ook voor het WK.

## Uitslag
| #      | Schaatser        | Tijd     |
| ------ | ---------------- | -------- |
| Goud   | Patrick Roest    | 12.47,22 |
| Zilver | Jorrit Bergsma   | 12.50,88 |
| Brons  | Kars Jansman     | 13.05,79 |
| 4      | Beau Snellink    | 13.05,98 |
| 5      | Mats Stoltenborg | 13.14,73 |
| 6      | Marwin Talsma    | 13.16,38 |
| 7      | Gert Wierda      | 13.30,02 |
| 8      | Chris Huizinga   | 13.31,02 |
| 9      | Lex Dijkstra     | 13.31,45 |
| 10     | Remo Slotegraaf  | 13.38,53 |

1987 · 
1988 · 
1989 · 
1990 · 
1991 · 
1992 · 
1993 · 
1994 · 
1995 · 
1996 · 
1997 · 
1998 · 
1999 · 
2000 · 
2001 · 
2002 · 
2003 · 
2004 · 
2005 · 
2006 · 
2007 · 
2008 · 
2009 · 
2010 · 
2011 · 
2012 · 
2013 · 
2014 · 
2015 · 
2016 · 
2017 · 
2018 · 
2019 · 
2020 · 
2021 · 
2022 · 
2023 · 
2024 · 
2025